# Муха Оксана Володимирівна
Окса́на Володи́мирівна Му́ха (нар. 16 червня 1981, Львів) — українська співачка і скрипалька. Заслужена артистка України, лауреатка Гран-прі першого Міжнародного конкурсу українського романсу ім. Квітки Цісик, переможниця в талант-шоу «Голос країни» (9-й сезон, 2019).

## Життєпис
Народилась у Львові, батько акордеоніст, має вищу музичну освіту, мати — медикиня. 1996 року закінчила Львівську середню спеціальну музичну школу-інтернат імені Соломії Крушельницької у класі скрипки викладача Тамари Луцик. Навчалася в Львівському державному музичному училищі імені С. Людкевича у класі викладача скрипки — О. Макарик, яке закінчила в 2000 році. У 2005 році закінчила Львівську національну музичну академію імені Миколи Лисенка (клас скрипки, викладач О. Андрейко).
Одночасно з навчанням у 2003—2004 роках працювала артисткою оркестру оперної студії при Львівській національній музичній академії імені Миколи Лисенка. З 2002 року як співачка-солістка співпрацює з львівськими вокально-інструментальними колективами. У 2004—2008 роках — артистка оркестру Львівського муніципального камерно-симфонічного оркестру «Леополіс».

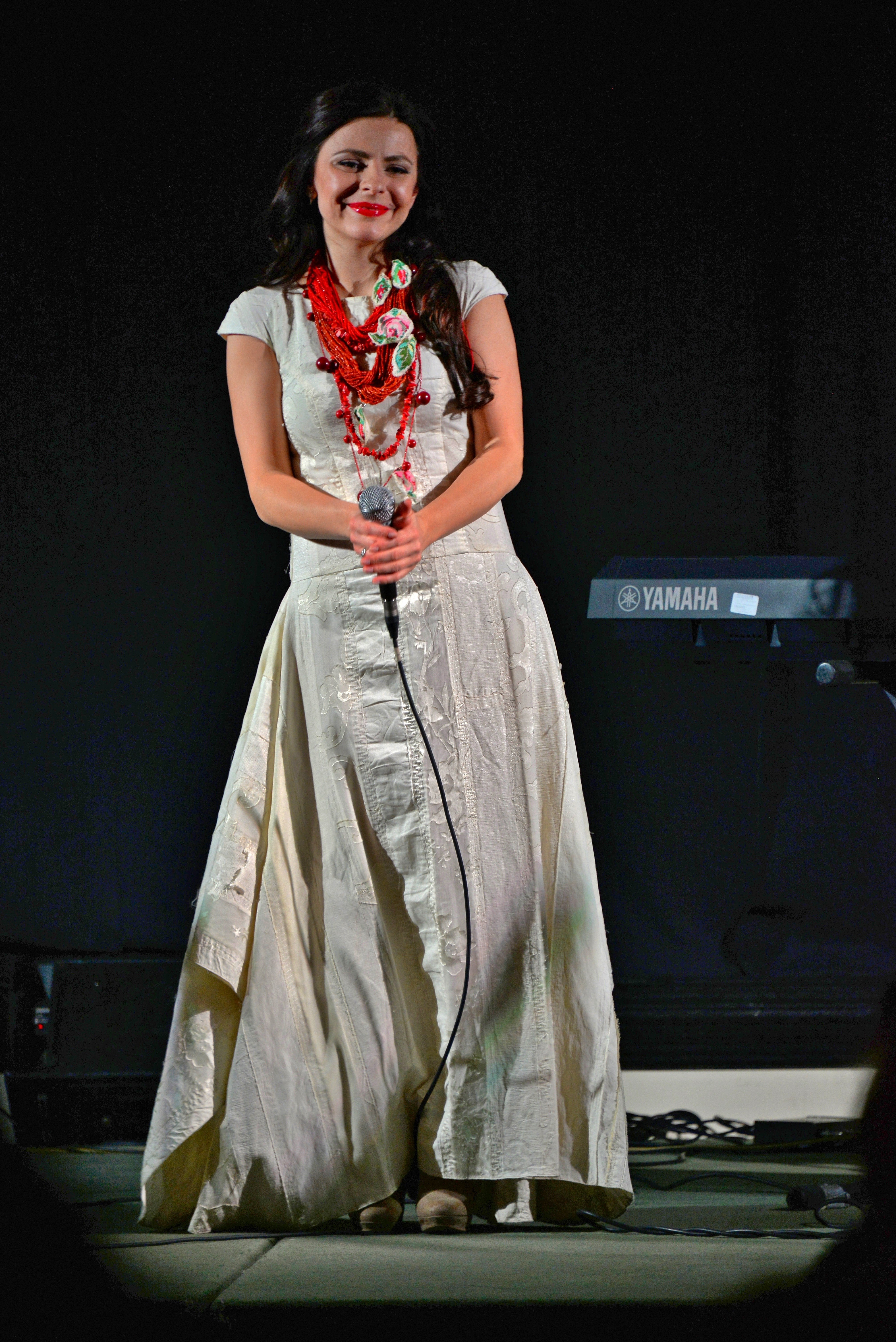
Виступ Оксани Мухи

З 2006 року почала співпрацю з Мистецьким об'єднанням «Дударик назавжди», з яким записала того ж року компакт-диск «Галичанка». Із хоровою капелою «Дударик» та симфонічним оркестром як солістка-співачка в червні 2007 року дебютувала на львівських сценах у проєкті «Мамине серце», виконуючи колискові пісні. З капелою «Дударик» бере участь у концертах та фестивалях, у тому числі міжнародних. 2010 року видала сольний альбом «Re: sheto», над яким працювала впродовж 2006—2008 років. У квітні 2011 р. здобула Гран-прі I Міжнародного конкурсу українського романсу імені Квітки Цісик (Львів).

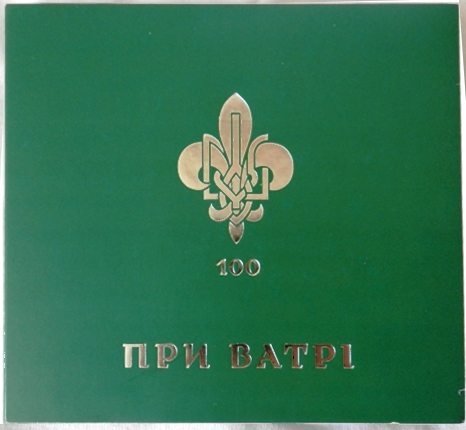
Обкладинка диску до Ювілейної Міжкрайової Пластової Зустрічі з нагоди сторіччя організації «Пласт»

Авторка збірки «При ватрі» до століття Пласту 2012 року, до якої увійшло 4 пісні у її виконанні.
2013 року Оксана Муха разом із Тарасом Чубаєм, «Піккардійською терцією», Павлом Табаковим та хоровою капелою Трембіта створили музичний «Проєкт Івасюк», у межах якого провели тур Україною, що розпочався з 4 концертів у Львові, та концерту в Києві. 9 квітня 2013 року бере участь у проєкті «Незабутня Квітка», присвяченому 60-літтю з дня народження Квітки Цісик, в якому разом із академічним камерним оркестром «Віртуози Львова» виконала 8 пісень з репертуару Квітки.
2014 року Оксана Муха видала альбом «Колядки та щедрівки» і презентувала його на сольному концерті «Різдво в Опері».
3 березня 2015 року бере участь у концерті «Проєкт-Івасюк. Перезавантаження». У проєкті взяли участь Піккардійська терція, Оксана Муха, Олександр Божик, Брія Блессінг, джаз-гурт ShokolaD, MANU. На концерті твори Володимира Івасюка зазвучали в електронній та джазовій обробці. Вперше були виконані невідомі інструментальні твори композитора, а також маловідома пісня «Відлітали журавлі».
Розлучена, виховує сина.

## Дискографія
- «Галичанка» (спільно із капелою «Дударик назавжди», 2006)
- «Re: sheto» (2010)
- «Колядки та щедрівки» (2014)